# Astérix chez les Bretons
Pour l'adaptation cinématographique, voir Astérix chez les Bretons (film d'animation).
Astérix chez les Bretons est le huitième album de la bande dessinée Astérix, publié en août 1966, scénarisé par René Goscinny et dessiné par Albert Uderzo.
Il a été pré-publié dans le journal Pilote du no 307 (9 septembre 1965) au no 334 (17 mars 1966).

## Résumé
Jules César vient d'envahir la Bretagne, mais un village du Cantium (nom d'une civitas devenue le Kent), résiste encore aux légions romaines. Un de ses habitants, le Breton Jolitorax, est dépêché en Gaule pour quérir l'aide des habitants du village de son cousin Astérix, réputé pour sa potion magique qui décuple la force physique. Astérix et Obélix le raccompagnent en Bretagne afin d'y transporter un gros tonneau de potion magique.
Une fois en Bretagne, à Londinium, le tonneau leur est confisqué, avec d'autres tonneaux de vin, par les Romains alertés de leur présence. Ces derniers les goûtent tous afin de découvrir celui qui contient la potion magique. Après moult péripéties et découvertes culturelles, dont un match de rugby, le tonneau est finalement brisé et son contenu répandu dans la Tamise.
Le village breton se bat contre les Romains avec l'aide d'Astérix et Obélix, mais sans potion magique. Afin de donner du courage aux villageois, Astérix prépare une fausse potion à base d'herbes étranges de Panoramix qu'il avait emportées. Après sa victoire, le chef du village breton, Zebigbos, décide d'élever cette potion au rang de boisson nationale. Il s'avère que ces herbes sont en fait du thé, ainsi introduit en Bretagne par Astérix.

## Personnages principaux
- Les habitants du village gaulois, dont : 
  - Astérix, guerrier,
  - Obélix, livreur de menhir,
  - Idéfix, chien d'Obélix,
  - Abraracourcix, chef du village,
  - Panoramix, druide,
  - Assurancetourix, barde ;
- Les pirates, dont : 
  - Barbe-Rouge (non nommé), chef des pirates,
  - Triple-Patte (non nommé), pirate unijambiste disant des citations latines,
  - Baba (non nommé), vigie des pirates ;
- Jules César, imperator romain ;
- Cassivellaunos, chef des Bretons vaincus par les Romains ;
- Les habitants du village breton dans le Cantium, dont : 
  - Zebigbos, chef du village,
  - Mac Anotérapix, habitant calédonien du village,
  - O'Torinolaringologix, habitant hibernien du village,
  - Jolitorax, habitant du village, de la tribu des Cambridges, et cousin germain d'Astérix ;
- Tullius Stratocumulus, centurion du camp d'Aquarium revenant de Bretagne ;
- capitaine du bateau ramenant Stratocumulus et ses hommes en Gaule ;
- aubergiste breton du Rieur Sanglier ;
- décurion romain et ses hommes ;
- Caius Roideprus, gouverneur romain de Londinium ;
- Relax, aubergiste breton de La Gauloise Amphore à Londinium ;
- Goûteurs romains des tonneaux confisqués, dont Claudius Lapsus ;
- Voleur breton de charrette, habitant au LVII allée du Parc ;
- Surtax, aubergiste breton à Londinium, cousin de Relax ;
- Pétula, bretonne, et son mari, habitant au LVIII allée du Parc ;
- Bidax, aubergiste breton de Chez l'Ami Bidax à Londinium ;
- équipe de joueurs de Camulodunum du Tournoi des cinq tribus, dont Ipipourax ;
- équipe de joueurs de Durovernum du Tournoi des cinq tribus.

## Analyse

### Caricatures
- Le groupe de « quatre bardes populaires chez nous » d'après Jolitorax est une caricature des Beatles (page 15 case 10).
- Zebigbos a les traits de l'homme politique britannique Harold Wilson.
- Achille Talon est également caricaturé dans cet album, sous les traits d'un légionnaire romain obèse qui dit « hop » (case 1 de la planche 10)[1].

### Éléments historiques
Les Bretons du récit ne sont pas les habitants de la péninsule  actuelle de Bretagne, mais le peuple breton de l'actuelle Grande-Bretagne, appelés à l'époque les Brittons, et aujourd'hui  « Bretons insulaires », c'est-à-dire les habitants de l'Angleterre (avant l'invasion des Anglo-Saxons), du Pays de Galles, des Cornouailles.
Jules César a débarqué en Bretagne en 55 av. J.-C., dans le cadre de sa conquête des Gaules dès 58 av. J.-C., couronnée par sa victoire sur Vercingétorix en 52 av. J.-C. Il a écrit un ouvrage intitulé Commentaires sur la Guerre des Gaules où cette campagne est racontée. Le pays ne sera toutefois occupé et colonisé qu'au Ier siècle, sous l'empereur Claude.
La colonie romaine de Londinium, qui est traversée dans l'album, ne sera fondée par les Romains qu'en 43 après J.-C., près d'un siècle après les aventures d'Astérix. Sa présence est donc anachronique.
Par la suite, les Angles et les Saxons envahiront l'île de Bretagne, formant alors l'actuelle Angleterre. Mais, lors de cette conquête, une partie de la population ethnique bretonne (qui était celte, comme les ancêtres des Gallois ou les écossais) se réfugiera en Armorique (formant ainsi le pays de Bretagne continentale qui sera unifiée en l'an 800), mais aussi en Galice et en Asturies.
On peut donc penser que le nom de « L'auberge de l'Angle » de la page 35 joue sur sa situation topographique, comme sur la peuplade du même nom.

### Éléments humoristiques
Cet album est particulièrement riche en références britanniques de tous genres, aussi bien du point de vue visuel (dessins, caricatures, etc.) et linguistique (langue anglaise, syntaxe, expressions, noms des personnages, etc.) que culturel (traditions, modes de vie, cuisine, activités, sports, etc.).
NB : « p10-c5 » signifie « planche 10 case 5 » ; les éléments sont classés dans chaque sous-titre selon leur apparition chronologique dans l'album.

#### La langue anglaise
Outre l'humour habituel de Goscinny et Uderzo (souvent basé sur les anachronismes), Astérix chez les Bretons présente des éléments spécifiques liés à la culture britannique. Bien que Goscinny soit arrivé aux États-Unis en 1945 sans connaître un seul mot d'anglais, ses différents séjours les années suivantes lui permirent de maîtriser cette langue. Dans cet album, il pastiche systématiquement les tendances syntaxiques propres à l'anglais, en les traduisant littéralement, c'est-à-dire mot à mot en français avec un effet comique :
- « S'il vous plaît » (p2-c6) = Please, pour « Je vous en prie ».
- « Fin de semaine » (p2-c7) = Week-end. L'expression est utilisée telle quelle au Québec et au Nouveau-Brunswick.
- « Choquant ! » (p2-c8) = Shocking!
- « Plutôt. » (p3-c2) = Rather.
- « Et toute cette sorte de choses. » (p3-c7) = And all that sort of things = et cetera.
- « Je dis. » (p4-c4) = I say, mots que les Bretons de l'album emploient à tout bout de champ (il en est de même pour « quoi » = what). Typique d'un Anglais de la haute société du début du XXe siècle, cette tournure était utilisée pour souligner quelque chose.
- « Un morceau de chance. » (p4-c5) = A bit of luck.
- « Secouons-nous les mains. » (p4-c7) = Let's shake hands.
- « Je demande votre pardon. » (p5-c3) = I beg your pardon.
- « Je ne voudrais pas être un ennui pour vous. » (p6-c6) = I don't want to be any trouble to you.
- « Un joyeux bon garçon. » (p24-c5) = A jolly good fellow.
- « Nous devons. » (p24-c2) = We have to.
- « Ma bonté ! » (p25-c2) = My goodness! (variante de « Bonté gracieuse ! » = Goodness gracious !, ou parfois Goodness gracious me !)
- « Gardez votre lèvre supérieure rigide. » (p25-c4) = Keep a stiff upper lip = « Gardez votre sang-froid. »
- « Il est devenu absolument noix. » (p26-c4) = He is going nuts = « Il devient fou. », « Il perd les pédales. »
- « J'étais en dehors de mes esprits avec l'inquiétude. » (p28-c2) = I was out of my mind with worry. = « J'étais inquiet. »
- « Ils n'ont pas été franc jeu » (p40-c1) = Fair play
- « C'était grand de vous avoir ici. » (p43-c7) = It was great to have you here.

#### Syntaxe
Dans cet album, Goscinny joue sur les différences syntaxiques existant entre l'anglais et le français et les adapte mot à mot en français :
- le question-tag typique de la grammaire anglo-saxonne, à savoir la tournure interrogative qui peut terminer une phrase, ce qui correspond au « n'est-ce pas ? » en français.
« Je pense qu'il va être l'heure, n'est-il pas ? » (p2-c4), alors qu'en français on dirait « n'est-ce pas ? » ; soit It's going to be about time, isn't it? ;
- l'adjectif épithète antéposé (placé avant le substantif) en anglais (a good friend) : Jolitorax, le cousin germain d'Astérix, parle de la « magique potion » (p5-c1), puis des « romaines armées » (p5-c2), etc. Cet effet est le plus utilisé de l'album, identifiant même les Bretons. Obélix remarque cette spécificité orale et l'adopte à sa manière, en postposant des adjectifs habituellement antéposés en français : « Je commençais à avoir un appétit gros » (p11-c1). Cela dit — et c'est d'autant plus vrai que Goscinny précise que Bretons et Gaulois parlent la même langue (p2-c2) — Jolitorax et d'autres Bretons oublient parfois de faire cette inversion : « la cervoise tiède », « un cousin germain » et « une potion magique » (p3-c4).

#### Noms des personnages
- Zebigbos (p3-c1) = the big boss = le grand chef.
- Jolitorax (p3-c2) = Joli thorax.
- O'Torinolaringologix (p3-c2) = Oto-rhino-laryngologiste. Cet Hibernien représente les actuels Irlandais, preuve en est la particule accolée à son nom, O', composant de beaucoup de patronymes irlandais.
- Mac Anotérapix (p3-c2) = Mécanothérapique, allusion à la mécanothérapie, branche de la kinésithérapie, traitement des maladies par des appareils mécaniques. Ce Calédonien représente les actuels Écossais, preuve en est le préfixe accolé à son nom, Mac, composant de beaucoup de patronymes écossais (et irlandais), ainsi que ses braies à base de tartan (tissu utilisé notamment dans la fabrication des kilts). D'autres peuples de l'actuelle Écosse apparaîtront dans la série, avec l'album Astérix chez les Pictes, les Pictes.
- Cassivellaunos (p6) : aucun jeu de mots sur ce nom qui est celui d'un personnage historique opposé à la tutelle romaine sur la Bretagne[2].
- Pétula = (p29-c4) En référence à la chanteuse Petula Clark.
- Bidax = (p32-c1) Bidasse ; son auberge Chez l'ami Bidax est une allusion à la chanson de Fernandel Avec l'ami Bidasse.
- Ipipourax (p35-c8) = Hip hip hourrah !

#### Traditions britanniques
- À cinq heures de l'après-midi (five o'clock), les Bretons boivent une tasse d'eau chaude (p2-c6) : il s'agit de la célèbre tradition du thé, collation prise dans l'après-midi. Mais cette boisson n'est pas connue d'eux dans l'album : elle leur arrive grâce aux Gaulois (planches 41, 43 et 44). En attendant, ils se contentent d'eau chaude, éventuellement accompagnée d'un nuage de lait.
- La marmalade chère aux Britanniques est une sorte de faux-ami et ne correspond pas tout à fait à la marmelade française : il s'agit presque exclusivement de confiture d'oranges amères. Les Bretons la consomment sur des rôties, traduction littérale du toast (p2-c6).
- Le flegme britannique (dans tout l'album, par exemple p30) est un trait de caractère qui consiste à garder son sang-froid en toutes circonstances, y compris les plus dramatiques. Il est illustré par l'expression Keep a stiff upper lip. Signifiant littéralement « Gardez votre lèvre supérieure rigide », en référence à la lèvre qui tremble quand on pleure, elle incite donc à la maîtrise de soi (ou self-control). À l'époque victorienne, ce flegme était répandu dans la société, les Anglais subissant la répression de leurs émotions. Il s'agissait plus précisément de stoïcisme, consistant non pas à ne rien ressentir, mais plutôt à supporter les vicissitudes de la vie, nécessitant une prise de recul. Cet idéal est bien retranscrit dans le poème Si de Rudyard Kipling, ainsi que dans Invictus de William Ernest Henley [3].
- Les incessants brouillards (le smog) (p3-c8) et pluies (p10-c7).
- Cambridge et ses rameurs (p3-c10) ; cf. The Boat Race.
- L'heure précoce de fermeture des pubs qui a longtemps prévalu (p11-c6).
- La cervoise (tiède) (p11-c6), associée à la bière britannique, indissociablement liée aux pubs, dont il est fait une bien plus grande consommation outre-Manche qu'en France (voir ici), et traditionnellement fermentée à des températures plus hautes.
- Au restaurant (pub), le décurion joue aux fléchettes (p12-c7).
- Les véhicules roulant à gauche (p13-c3).
- Le gazon coupé ras, caractéristique du jardin à l'anglaise (p14-c1). On observe d'autres éléments de ce type de jardin sur cette case comme le saule pleureur, à côté d'un cottage.
- Les mesures anglo-saxonnes, non décimales, qui font dire à Obélix « Ils sont fous ces Bretons » (p16-c8).
- Les anciennes unités monétaires (p18). Avant 1971, la livre sterling était divisée en 20 shillings, chaque shilling (noté "/" ou abrégé "s") étant lui-même divisé en 12 pence (noté "d"). La guinée valait 1 livre et 1 shilling (soit : 21 shillings). Jusqu'en 1971, 2 shillings équivalaient à un florin soit 1/10e de £, et 5 shillings équivalaient à une couronne (crown).
- Le bus à impériale (p20-c6).
- Les parapluies (p20-c7), liés au mauvais temps légendaire en Grande-Bretagne.
- Le chapeau melon (p20-c8).
- Les quartiers résidentiels où toutes les maisons se ressemblent (p28-c9).
- Les Écossais radins (p31-c4 : les Calédoniens).
- Le rugby avec le « Tournoi des cinq tribus » (p33). Obélix, enthousiasmé par la nature violente du jeu, suggère de l'importer en Gaule, référence à la popularité que ce jeu d'origine anglaise a obtenue en France.
- L'humour britannique (p33-c1).

#### Autres éléments culturels
- « Mon tailleur est riche » (p5-c9), célèbre phrase des manuels Assimil (My tailor is rich).
- « Mon jardin est plus petit que Rome, mais mon pilum est plus solide que votre sternum ! » - "Il est plus petit que le jardin de mon oncle, mais il est plus grand que le casque de mon neveu", autres reparties détournées des manuels Assimil.
- Il est souvent fait allusion au jugement continental sur la cuisine britannique. « En Bretagne, la nourriture est délicieuse » (p7-c3) ; ou à la célèbre sauce à la menthe (p15-c4).
- Le tunnel sous la Manche (p10-c8). Bien qu'en 1966, le tunnel ne fût pas encore construit (étant en service depuis 1994), le projet était relancé depuis 1957, donc au cœur de l'actualité européenne à la date de la création de l'histoire.
- Les Beatles (p15-c10)[4].
- Jolitorax toquant à la porte de Relax: "POM POM POM POM, POM POM POM POM". C'est l'indicatif de l'émission Les Français parlent aux Français sur Radio Londres (p16).
- Les nombreuses cheminées fumantes (p18-c2).
- Le Tower Bridge (p18-c2).
- Le palais du gouverneur est inspiré du palais de Buckingham (p15-c2, p18-c2, p21-c1...), dont le portail est orné de lions (un des emblèmes du Royaume-Uni).
- La célèbre tour de Londres (p25-c8), prison au sommet de laquelle volent ses légendaires corbeaux.
- Une vitrine remplie de pies, préparations culinaires recouvertes de pâte, correspondant à nos tourtes françaises (bien que ces dernières ne soient que salées) (p28-c1).
- Les planches 29 et 30 montrent un intérieur typique de la bourgeoisie anglaise, comme en témoignent différents éléments :
  - le paillasson portant l'inscription « BIENVENUE » (Welcome) placé devant la porte d'entrée (p29-c3) ;
  - la plaque portant l'inscription « FOYER DOUX FOYER » (Home sweet home) accrochée au-dessus de la cheminée (p29-c4) ;
  - les rideaux à nœuds (p29-c4) ;
  - la plaque de marbre s'apparentant à un journal et portant comme nom Le Temps, en référence au quotidien britannique The Times (p29-c7).
- Les bardes calédoniens (p33-c5), jouant de la cornemuse et du tambour, inspirés de musiciens écossais.
- La Tamise aux eaux glauques (p39 & 40).

#### Caricatures
- Le groupe de « quatre bardes populaires chez nous » d'après Jolitorax est une caricature des Beatles (p15-c10).
- Achille Talon est également caricaturé dans cet album, sous les traits d'un légionnaire romain obèse qui dit « hop » (case 1 de la planche 10)[1].

### Villes et lieux traversés/évoqués
- Londinium, Londres
- Camulodunum, près de Colchester
- Durovernum, Canterbury
- Dubrae, Douvres
- Cantium, le Kent

### Chansons
- Vive la Rome, vive la Rome, vive l'arôme du bon vin !, chanté par deux légionnaires ivres.
- Ils ont des tonneaux ronds, vive la Bretagne, ils ont des tonneaux ronds, vivent les Bretons !, chanté par Obélix ivre, parodiant la chanson Vive la Bretagne.

### Citations latines
- O Fortunatos nimium, sua si bona norint agricolas (Trop heureux les hommes des champs, s'ils connaissent leur bonheur) : phrase prononcée par le pirate Triple-Patte après le naufrage.
- Alea jacta est (Le sort en est jeté) : phrase prononcée par le capitaine du bateau transportant Stratocumulus et ses hommes. Célèbres mots de Jules César.
- Fluctuat nec mergitur ! (Il est battu par les flots, mais ne sombre pas, devise de la ville de Paris) : phrase prononcée par le pirate Triple-Patte après l'échouage de son navire.
- Il est également possible de suivre le décompte des points lors du match de rugby en chiffres romains. Le score affiché une première fois est de III-III (3-3), puis VIII-III (8-3)[5], puis LVIII-III (58-3) et enfin DCCCIV-III (804-3).

## Tirage
(900 000 exemplaires).

## Adaptations
- Astérix chez les Bretons, film d'animation de 1986.
- Astérix et Obélix : Au service de Sa Majesté, film de Laurent Tirard de 2012[6].